# 為替バンド制
為替バンド制（かわせバンドせい、英: Currency band）とは、為替レートが変動可能な範囲を予め決めたうえで、その範囲内で為替レートの変動を許容する為替相場制度のこと。為替バンド制において、為替レートが変動可能な範囲は為替変動幅（あるいは為替バンド）と呼ばれる。為替バンド制のうち、代表的なものとしてはWilliamson（1985）によって提案されたターゲットゾーンがある。変動相場制度と固定相場制度の中間的な制度であり、2015年現在シンガポールが採用しているほか、かつて欧州でも採用されていた。国際金融のトリレンマから、自由な資本移動を認める場合、自国の為替を別の通貨に完全に固定すれば、その国の金融政策の独立性は失われるが、ある程度の為替変動幅を持つ為替バンド制を採用した場合には、完全ではないにしろ、ある程度の金融政策の独立性が保たれる。

## 事例
為替バンド制はかつてコスタリカで採用されていたが、2015年に管理フロート制へと移行した。また、為替バンド制は通貨バスケットと併用されることがある。例えば欧州でかつて採用されていたスネーク制度はEC（欧州諸共同体）の各国通貨によって形成されるバスケットに対して自国の通貨を一定の変動幅をもって固定するものであった。シンガポールの為替相場管理においても通貨バスケットと為替バンド制が併用されている。